# Хандзта
Хандзта (груз. ხანძთა) — грузинский православный монастырский комплекс в исторической области Кларджети, ныне в составе Турции. Один из важнейших религиозных центров Грузии.

## Название
Самое раннее упоминание находитсяв «Житии Григория Хандзтели» Георгия Мерчуле. Ханцта/Хандзта происходит от корня, который, по одной теории, должен был относиться к виду растения.

## История
Основан в конце VIII века святым Григолом Хандзтели. Первоначально, около 782 года, в монастыре была построена деревянная церковь, однако вскоре, благодаря содействию феодала Габриэла Дапанчули был воздвигнут каменный храм. Современный облик Хандзта приняла в 918—941 годах. В течение длительного периода Хандзта и её основатель Григол Хандзтели играли важнейшую роль в культурной и духовной жизни Грузии — вскоре после основания в Хандзта переписывались рукописи, создавались агиографические произведения.
Согласно «Житию Григола Хандзтели» место для монастыря было выбрано не случайно. По преданию, Григола, пришедшего на место по воле Бога, встретил монах Хуэдиос, который попросил Григола не начинать строительство монастыря до его смерти. Григол выполнил просьбу монаха и провёл два года в монастыре Опиза. Спустя два года Григол вернулся на место встречи с Хуэдиосом. С помощью Опизских монахов Григол приступил к строительству собственного монастыря. Согласно Житию, первоначально была построена малая деревянная церковь, однако вскоре, благодаря содействию влиятельного феодала Габриэла Дапанчули началось строительство каменного храма. Дапанчули помогал монахам как материально, так и морально, а в ответ Хандзта становилась местом упокоения его и его потомков.
После завоевания Кларджети и омусульманивания местного грузинского населения храм был забыт. Длительное время не было доподлинно известно, где расположен храм и даже — сохранился ли он. Грузинские историки стали активно изучать храм в XIX—XX веках. Были предприняты несколько экспедиций под руководством Эквтиме Такаишвили, Н. Я. Марра и других, однако эти экспедиции не сумели найти храмовый комплекс. Храм был заново обнаружен грузинским историком Павлом Ингороква и досконально изучен крупнейшим исследователем Тао-Кларджети Вахтангом Джобадзе.